# European Champions Cup 2022
La European Champions Cup 2022 è stata la 58ª edizione della massima competizione europea per club di baseball.

## Formula
La formula rimane inalterata rispetto a quella delle edizioni precedenti, con due gironi da quattro squadre ciascuno. Le prime due classificate di ciascun girone affrontano in una semifinale secca le prime due dell'altro girone. Le vincenti disputano la finalissima. Tutte le partite sono disputate in Germania, a Bonn.
La nazione della squadra peggio classificata perderà un posto nell'edizione successiva con un declassamento in Coppa CEB. Per evitare questo piazzamento, le squadre che non si sono qualificate per le semifinali si sfidano tra di loro in appositi spareggi salvezza.
A partire da quest'edizione, i campioni d'Italia del San Marino Baseball partecipano rappresentando la federazione italiana e non più quella sammarinese, come invece era avvenuto in precedenza quando (prima di retrocedere in Poule B al termine dell'European Champions Cup 2018) i titani non occupavano uno dei due posti riservati alle squadre italiane.

## Fase a gruppi

### Girone A
| Bonn 7 giugno 2022, ore 10:30 | ParmaClima | 11 – 1 (all'8º) referto | Draci Brno | Baseballstadion Rheinaue |

| Bonn 7 giugno 2022, ore 12:30 | L&D Amsterdam Pirates | 2 – 4 referto | VOITH Heidenheim Heideköpfe | Baseballstadion Rheinaue |

| Bonn 8 giugno 2022, ore 10:30 | Draci Brno | 0 – 9 (al 5º) referto | L&D Amsterdam Pirates | Baseballstadion Rheinaue |

| Bonn 9 giugno 2022, ore 09:30 | VOITH Heidenheim Heideköpfe | 8 – 2 referto | Draci Brno | Baseballstadion Rheinaue |

| Bonn 9 giugno 2022, ore 13:00 | VOITH Heidenheim Heideköpfe | 0 – 12 (all'8º) referto | ParmaClima | Baseballstadion Rheinaue |

| Bonn 9 giugno 2022, ore 16:00 | ParmaClima | 12 – 4 referto | L&D Amsterdam Pirates | Baseballstadion Rheinaue |

#### Classifica
| Pos. | Squadra                     | G | V | P | %    | GB  |
| ---- | --------------------------- | - | - | - | ---- | --- |
| 1.   | L&D Amsterdam Pirates       | 3 | 2 | 1 | .667 | 0.0 |
| 2.   | ParmaClima                  | 3 | 2 | 1 | .667 | 0.0 |
| 3.   | VOITH Heidenheim Heideköpfe | 3 | 2 | 1 | .667 | 0.0 |
| 4.   | Draci Brno                  | 3 | 0 | 3 | .000 | 3.0 |

* Vista la parità tra Amsterdam, Parma e Heidenheim, i piazzamenti sono stati decretati dal Team Quality Balance (TQB), ovvero la differenza tra punti segnati diviso riprese offensive giocate e punti subiti diviso riprese difensive giocate.

Amsterdam è prima con un TQB di 0,3334, Parma è secondo con un TQB di 0,2353, Heidenheim è terzo con un TQB di -0,5882.

### Girone B
| Bonn 8 giugno 2022, ore 11:00 | Arrows Ostrava | 0 – 4 (al 7º) referto | San Marino Baseball | Baseballstadion Rheinaue |

| Bonn 8 giugno 2022, ore 15:00 | Bonn Capitals | 6 – 3 referto | Arrows Ostrava | Baseballstadion Rheinaue |

| Bonn 9 giugno 2022, ore 12:00 | Curaçao Neptunus | 9 – 4 referto | Arrows Ostrava | Baseballstadion Rheinaue |

| Bonn 9 giugno 2022, ore 16:00 | Curaçao Neptunus | 5 – 8 referto | Bonn Capitals | Baseballstadion Rheinaue |

| Bonn 9 giugno 2022, ore 20:00 | Bonn Capitals | 4 – 6 (al 10º) referto | San Marino Baseball | Baseballstadion Rheinaue |

| Bonn 10 giugno 2022, ore 10:30 | San Marino Baseball | 8 – 7 (all'11º) referto | Curaçao Neptunus | Baseballstadion Rheinaue |

#### Classifica
| Pos. | Squadra             | G | V | P | %    | GB  |
| ---- | ------------------- | - | - | - | ---- | --- |
| 1.   | Bonn Capitals       | 3 | 2 | 1 | .667 | 0.0 |
| 2.   | San Marino Baseball | 3 | 2 | 1 | .667 | 0.0 |
| 3.   | Curaçao Neptunus    | 3 | 2 | 1 | .667 | 0.0 |
| 4.   | Arrows Ostrava      | 3 | 0 | 3 | .000 | 3.0 |

* Vista la parità tra Bonn, San Marino e il Neptunus, i piazzamenti sono stati decretati dal Team Quality Balance (TQB), ovvero la differenza tra punti segnati diviso riprese offensive giocate e punti subiti diviso riprese difensive giocate.

Bonn è primo con un TQB di 0,0527, San Marino è secondo con un TQB di 0,0476, il Neptunus è terzo con un TQB di -0,1000.

## Semifinali

### Play-out 5º-8º posto
| Bonn 10 giugno 2022, ore 12:00 | VOITH Heidenheim Heideköpfe | 7 – 8 referto | Arrows Ostrava | Baseballstadion Rheinaue |

| Bonn 10 giugno 2022, ore 16:00 | Curaçao Neptunus | 6 – 12 referto | Draci Brno | Baseballstadion Rheinaue |

### Piazzamenti 1º-4º posto
| Bonn 10 giugno 2022, ore 15:00 | L&D Amsterdam Pirates | 13 – 9 referto | San Marino Baseball | Baseballstadion Rheinaue |

| Bonn 10 giugno 2022, ore 19:00 | Bonn Capitals | 5 – 6 (al 10º) referto | ParmaClima | Baseballstadion Rheinaue |

## Finali

### Play-out 7º-8º posto
| Bonn 11 giugno 2022, ore 12:30 | VOITH Heidenheim Heideköpfe | 8 – 10 (al 10º) referto | Curaçao Neptunus | Baseballstadion Rheinaue |

La Germania perde il diritto di avere una squadra nella prossima European Champions Cup per effetto dell'8º posto finale.

### Finale 3º-4º posto
| Bonn 11 giugno 2022, ore 15:00 | San Marino Baseball | 3 – 6 (al 7º) referto | Bonn Capitals | Baseballstadion Rheinaue |

### Finale 1º-2º posto
| Bonn 11 giugno 2022, ore 19:00 | L&D Amsterdam Pirates | 6 – 7 referto                                      | ParmaClima | Baseballstadion Rheinaue |
| \| \| \| \| \| Sams \| Doppi \| Joseph (2), Astorri \| \| Richardson al 1º da 2 punti, Richardson al 3º da 1 punto, \| Fuoricampo \| González al 5º da 1 punto, Joseph al 7º da 1 punto \| |                       |                                                    |            |                          |
| |                       |                                                    |            |                          |
| Sams | Doppi                 | Joseph (2), Astorri                                |            |                          |
| Richardson al 1º da 2 punti, Richardson al 3º da 1 punto, | Fuoricampo            | González al 5º da 1 punto, Joseph al 7º da 1 punto |            |                          |

## Vincitore
| Campione d'Europa 2022 ParmaClima 15º titolo |